# 彌敦道
彌敦道（英語：Nathan Road）位於香港九龍，連接旺角與尖沙咀兩大主要商業區，為香港最著名的道路之一，也是九龍的第一條道路，以第13任港督彌敦爵士命名。道路南北走向，南起梳士巴利道，北接長沙灣道及大埔道，經過佐敦及油麻地一帶，是九龍油尖旺區的骨幹道路，全長3.6公里。港鐵觀塘綫及荃灣綫太子站至尖沙咀站段均通過此路地下。彌敦道連接大埔道的九龍段，由南至北組成九龍半島的中軸線。
由於彌敦道一帶是人流密集的地區，該處由早到晚都是車水馬龍、人來人往，但也經常發生交通意外，因此香港政府除了設立交通黑點警告牌，提醒途人及駕駛者注意交通安全外，亦在沿路興建行人隧道，如旺角豉油街跨越彌敦道的地底隧道。彌敦道是九龍區最多巴士路線駛經的道路之一。
香港日治時期，道路曾被改名為。

## 歷史

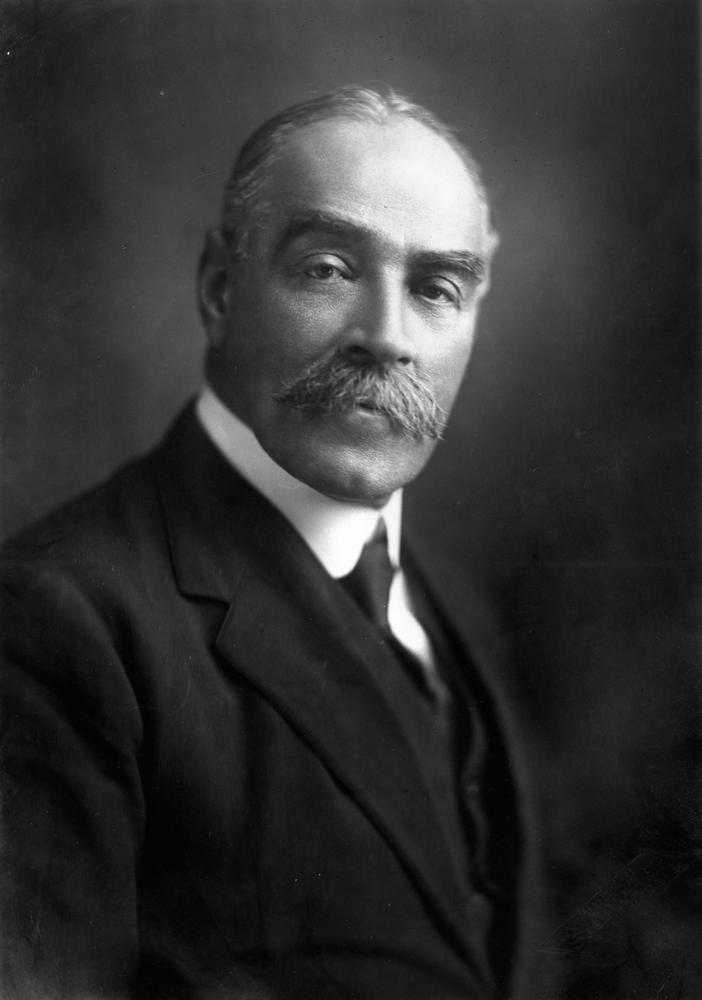
彌敦道以第13任香港總督彌敦爵士命名

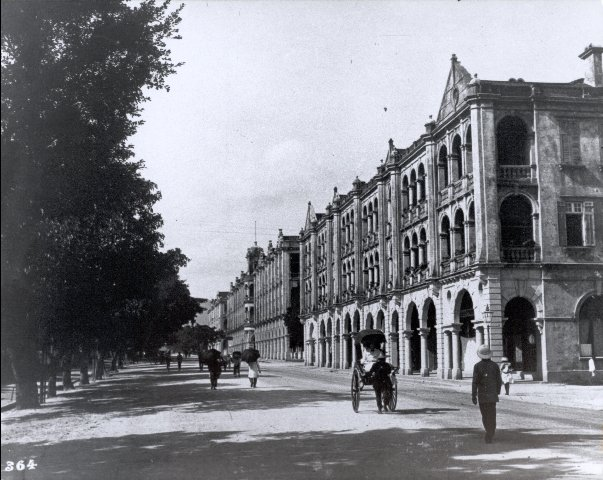
1910年的彌敦道

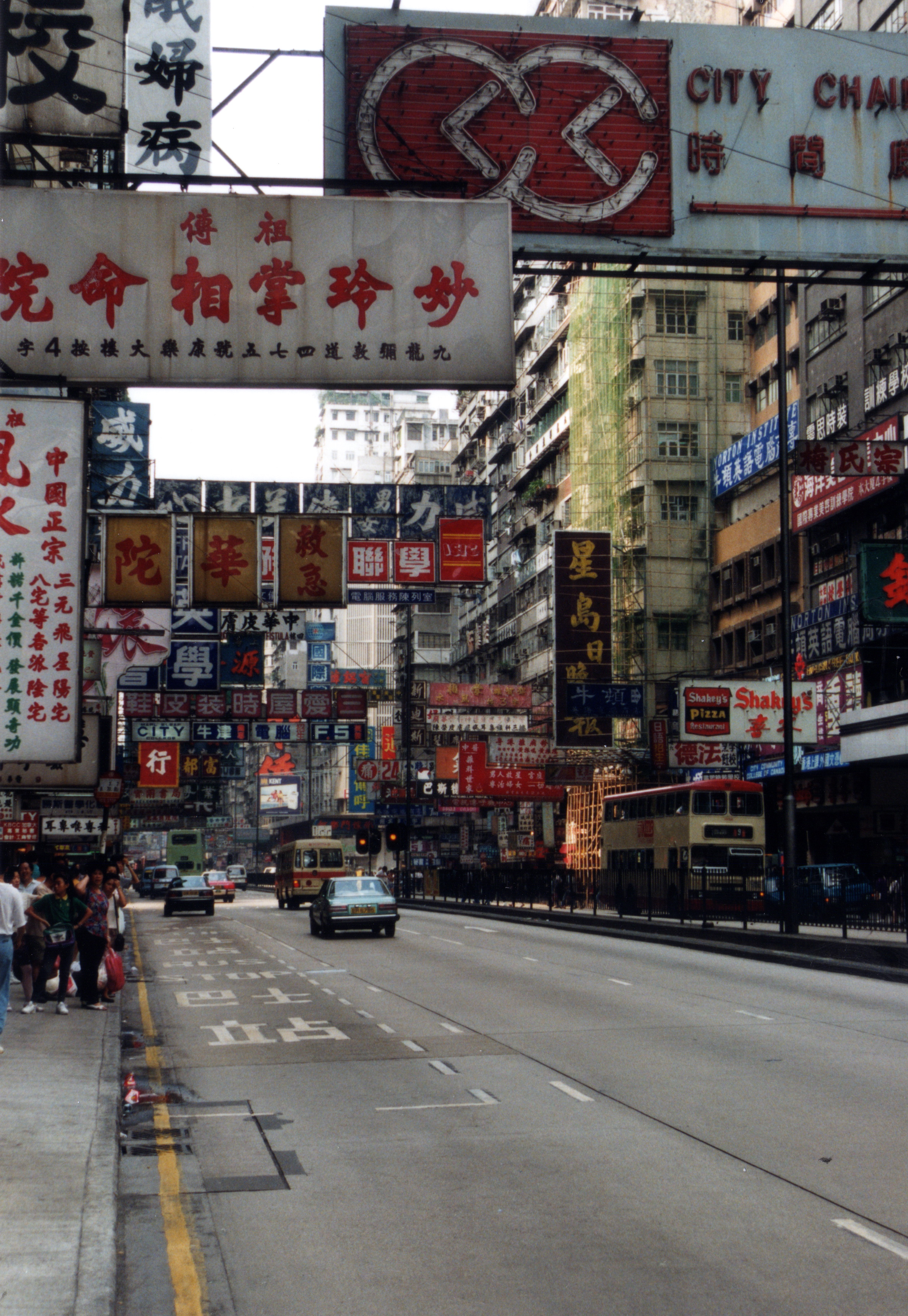
1991年的彌敦道

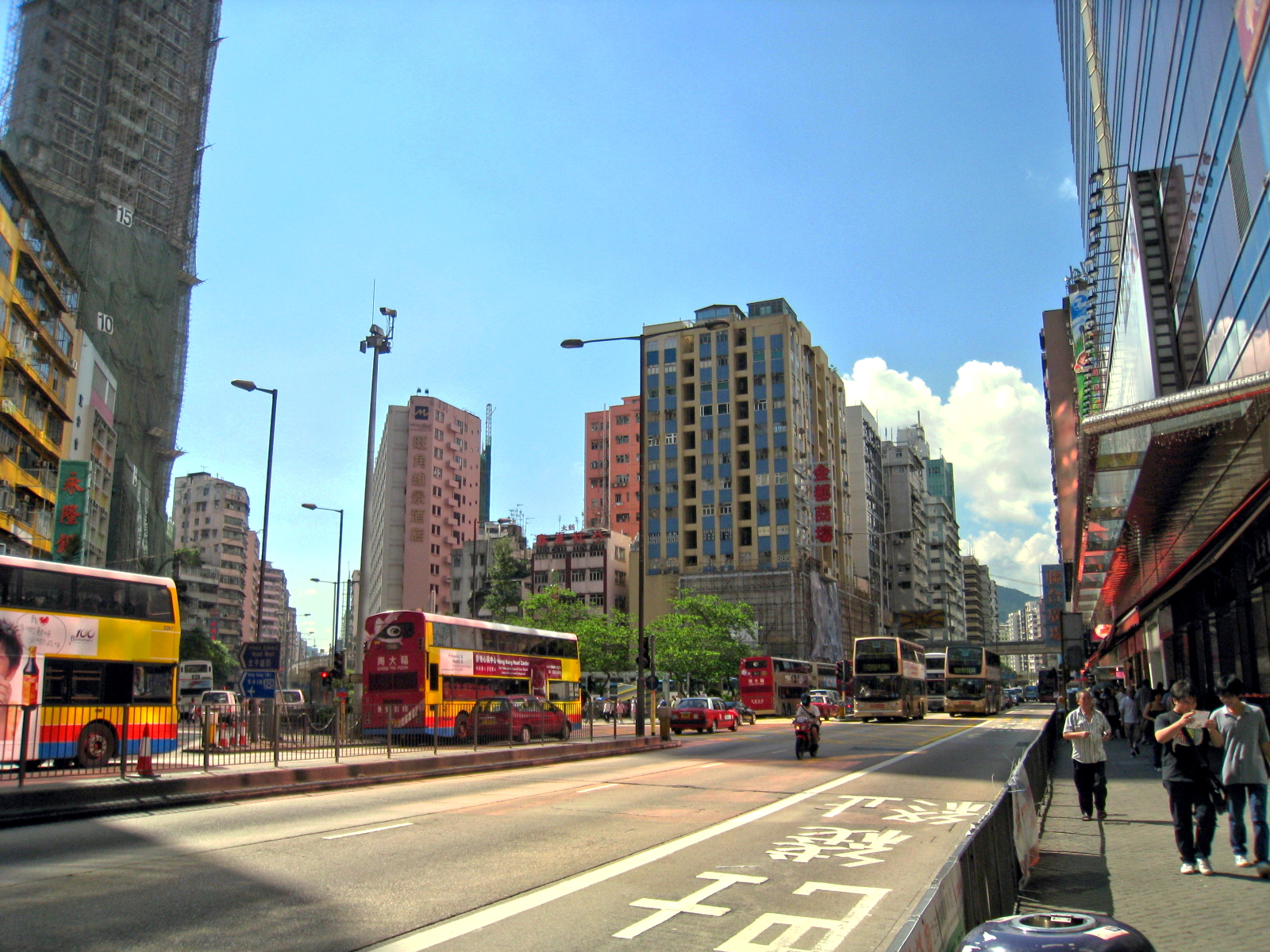
彌敦道太子段

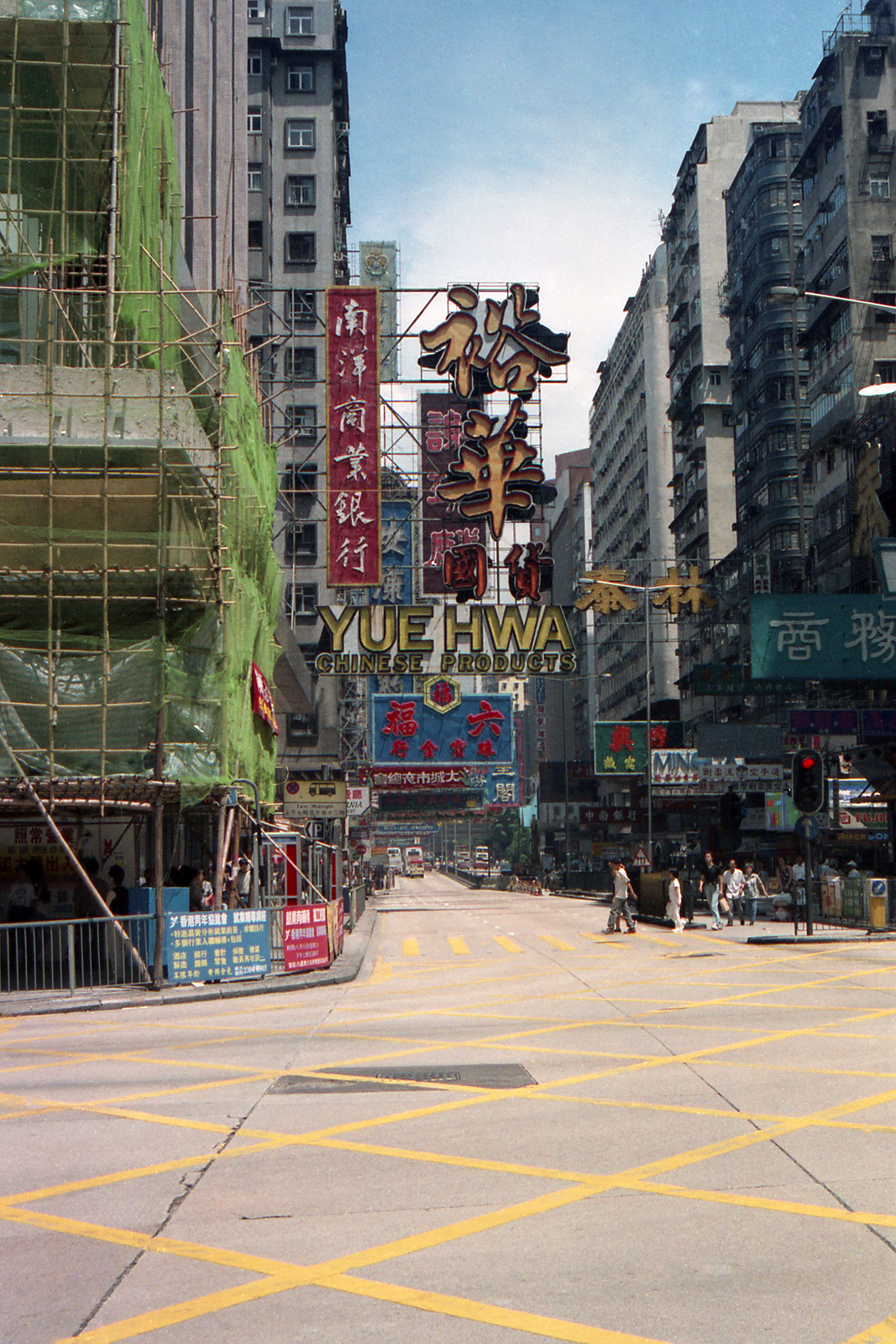
彌敦道佐敦段

彌敦道早於1860年夏季開始由英軍工兵修築，原來在清廷與英國還未簽訂《北京條約》前，九龍半島已獲當時兩廣總督勞崇光以租賃形式，把九龍半島以每年五百元租給英國。彌敦道最初命名為「羅便臣道」（Robinson Road），以紀念英國派駐香港的第5任港督夏喬士·羅便臣爵士。1887年，彌敦道的範圍只是南至中間道，北至柯士甸道。南端後來因填海而由中間道延伸至梳士巴利道。
1904年，香港總督彌敦爵士主力發展九龍半島，為了讓九廣鐵路英段更積極發展，於是擴闊彌敦道為一條主要大道，並延長至窩打老道。在1909年3月19日，為避免此路與香港島的同名街道混淆，當時的香港政府決定把該道路更名為彌敦道，以紀念擴建該路的總督彌敦爵士。最初將彌敦道擴闊成一條可作六線行車的大道，並在路的兩旁種滿大樹時，九龍半島仍然是人煙稀少的地區。當時的人稱彌敦道為彌敦的蠢事（Nathan's Fool），但是時間實際地證明了彌敦爵士的遠見。
1911年，英國王儲五世加冕為國王。為紀念此事，香港政府將剛落成由窩打老道至亞皆老街的新路命名為「加冕道」（Coronation Road）。1926年，加冕道延長至界限街，而香港政府後來將加冕道併入彌敦道，成為現今所見的彌敦道。
日治时期曾改名“香取通”。
在1960年代以前，彌敦道是兩旁種滿大樹的林蔭大道。後來大部份的樹木因為阻礙雙層巴士行走，加上要興建工業大廈，大樹阻礙發展而被鋸去，現在只剩下九龍公園一小段仍然留有當年種下的大樹。

## 相關事件

### 交通管制措施研究
2005年10月31日，運輸署建議改善彌敦道的交通安全問題，提出3個方案，包括擴闊部分行人路及實施部分特別交通管制措施；限制摩托車、私家車及貨車使用該段道路；或設立巴士專用線，將整段彌敦道由三線改為兩線行車，以擴闊兩邊行人路，但最終被擱置。

### 百週年紀念
2009年是彌敦道通車的一百週年紀念，香港電台舉辦了一個名為「彌敦道百年」慶祝活動。

### 大型火災
彌敦道曾發生5次達到五級的火災，包括1966年3月中僑國貨公司五級火（4死17傷）、1966年9月重慶大廈五級火（無傷亡）、1971年3月重慶大廈五級火（14傷，同一大廈再次發生五級大火）、1996年11月嘉利大廈五級火（41死80傷）及2008年8月嘉禾大廈五級火（4死57傷）。

### 其他嚴重事件
此外，還有在1984年1月香港的士罷駛事件、2016年農曆新年引發的旺角騷亂以及2019年反對逃犯條例修訂草案運動等。

### 門牌號碼
現時彌敦道最小的門牌號碼是彌敦道19-21號九龍酒店，1至18號則從缺，原因是早年原計劃將尖沙咀天星碼頭至現時彌敦道起點的路段也撥歸彌敦道，惟最終當局將有關路段撥歸梳士巴利道，所以令彌敦道1至18號的門牌號碼未能使用。

### 流行文化
- 彌敦道，由香港流行音樂歌手洪卓立主唱，謝杰作曲，頡臣填詞，並收錄於他的唱片《Taste of Love》中。
- 香港電影《彌敦道兩岸》，周淑屏作品，故事發生在1970年代香港，講述女主角林玉明與其守寡的弟婦馮愛蘭辛勞地合力撫養四名幼女，卻又同時愛上男主角。

## 交匯的道路
以下道路依由北至南的順序排列：

### 太子段
- 長沙灣道
- 界限街
- 運動場道
- 太子道西
- 鴉蘭街
- 水渠道
- 荔枝角道

### 旺角段
- 弼街
- 旺角道
- 快富街
- 亞皆老街
- 山東街
- 豉油街
- 长沙街
- 登打士街

### 油麻地段
- 咸美頓街
- 碧街
- 窩打老道
- 文明里
- 永星里
- 眾坊街
- 加士居道
- 甘肅街

### 佐敦段

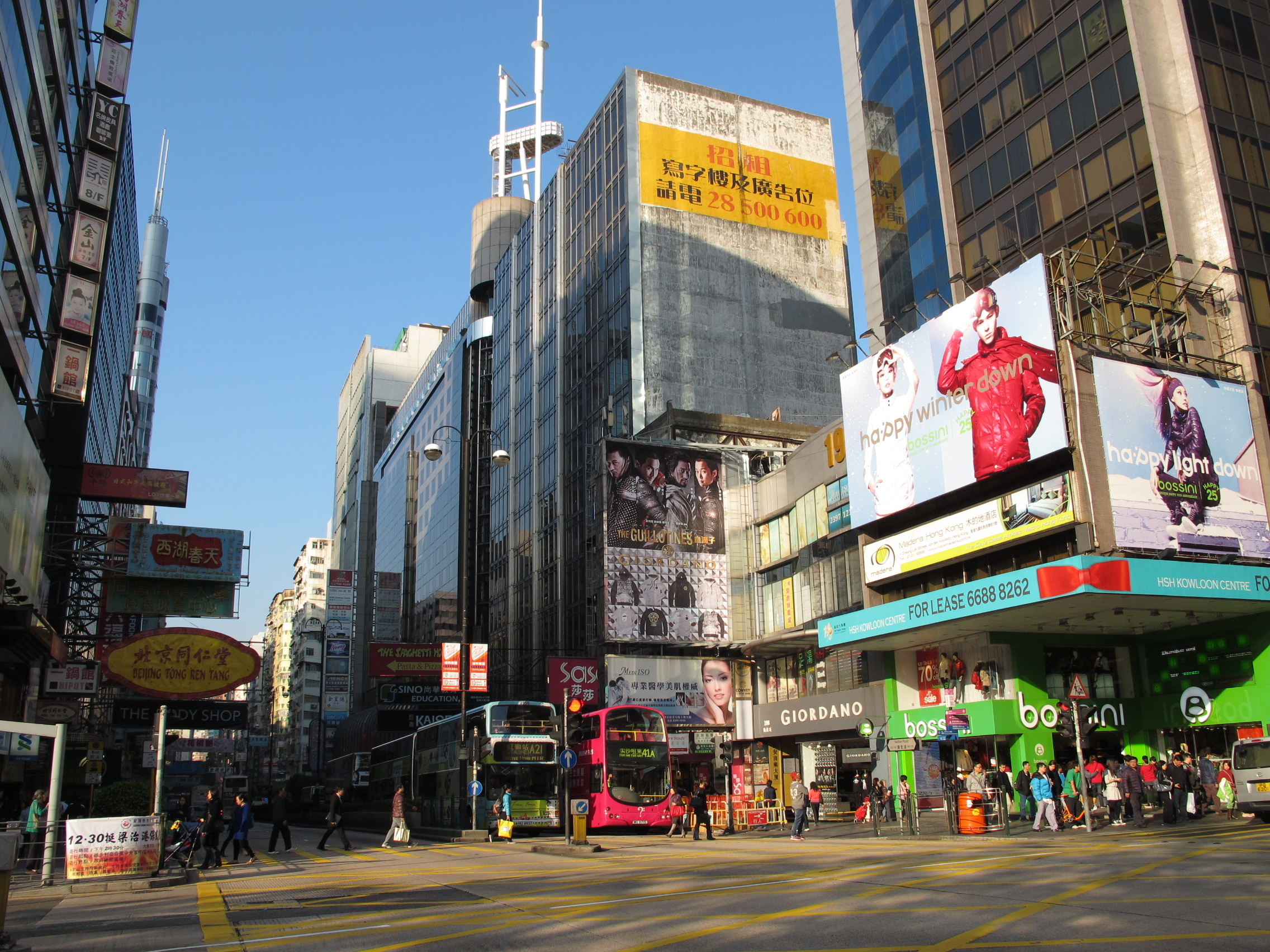
彌敦道佐敦段

- 北海街
- 西貢街
- 宁波街
- 长乐街
- 南京街
- 佐敦道
- 寶靈街
- 德成街
- 柯士甸道

### 尖沙咀段

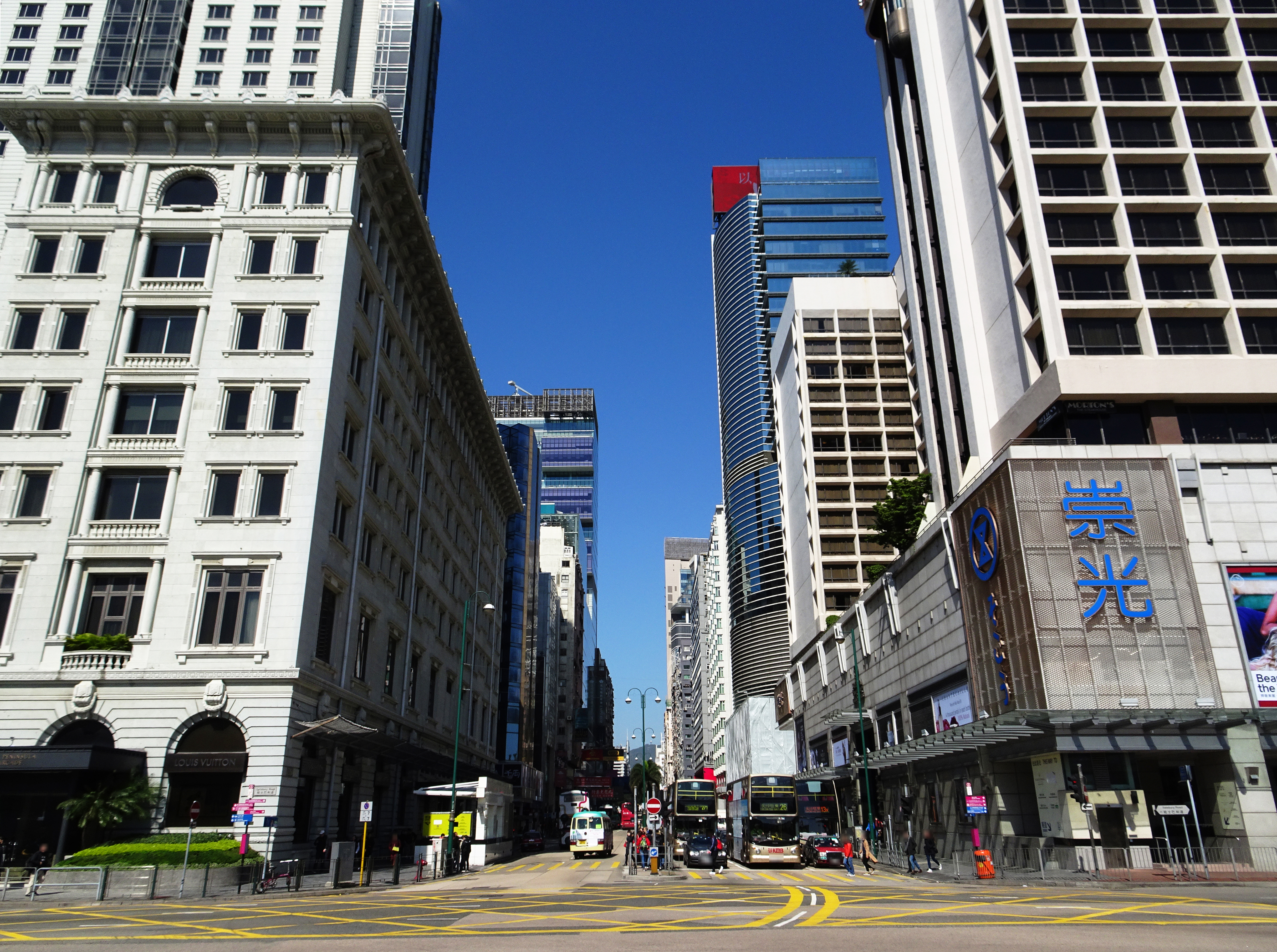
彌敦道南端，右方為2014年開幕的香港崇光百貨尖沙咀店

- 山林道
- 金巴利道
- 加連威老道
- 金馬倫道
- 海防道
- 堪富利士道
- 加拿分道
- 麼地道
- 北京道
- 中間道
- 梳士巴利道

## 兩旁的主要建築物
| 段       | 西側 (北行)                                                               | 東側 (南行) |
| -------- | ------------------------------------------------------------------------- | --- |
| 太子段   | - 金都商場                                                                | - 旺角警署 - 聯合廣場 （位於港鐵太子站附近，其前身是大大百貨公司總店） - 始創中心 （位於港鐵太子站附近）                                                                       |
| 旺角段   | - 旺角滙豐大廈 - 雅蘭中心 - 胡社生行 - 創興廣場                           | - 彌敦道700號 (前工業貿易署大樓) - 旺角中心 （位於旺角道與彌敦道交界） - 惠豐中心 - 銀行中心（香港） - 琼華中心 - 荷李活商业中心 - 信和中心 - 周大福商業中心                   |
| 油麻地段 | - 九龍中央郵政局 （位於甘肅街與彌敦道交界）                               | - 香港逸東酒店 |
| 佐敦段   | - 永安九龍中心 - 裕華國貨 - 佐敦薈 （其前身是嘉利大廈）                   | - 佐敦恆豐中心 （位於港鐵佐敦站附近） - 彌敦道190號 |
| 尖沙咀段 | - 尖沙咀警署 - 柏麗購物大道 - 九龍清真寺 - 國際廣場 - 九龍酒店 - 半島酒店 | - 聖安德烈堂 - 古物古蹟辦事處 - 美麗華商場 - The Mira Hong Kong - The ONE （其前身是東英大廈） - 文遜大廈 - 美麗都大廈 - 金域假日酒店 - 重慶大廈 - 彌敦道26號 - 香港喜來登酒店 |

## 與彌敦道平行的主要道路
- 廣東道
- 渡船街
- 塘尾道
- 新填地街
- 上海街
- 砵蘭街
- 西洋菜街
- 通菜街
- 花園街
- 洗衣街
- 染布房街

## 圖集

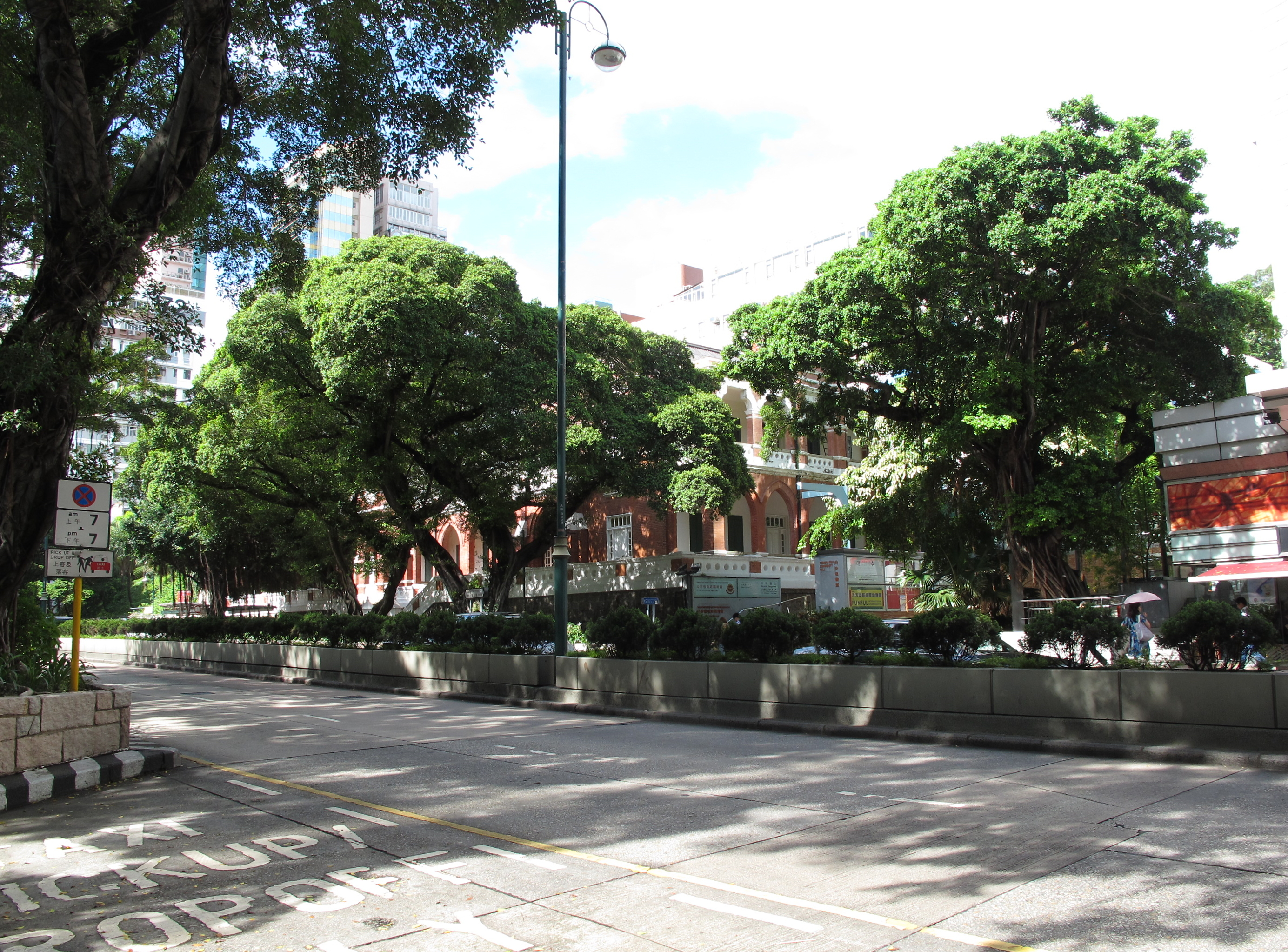
彌敦道近九龍公園的百年老樹
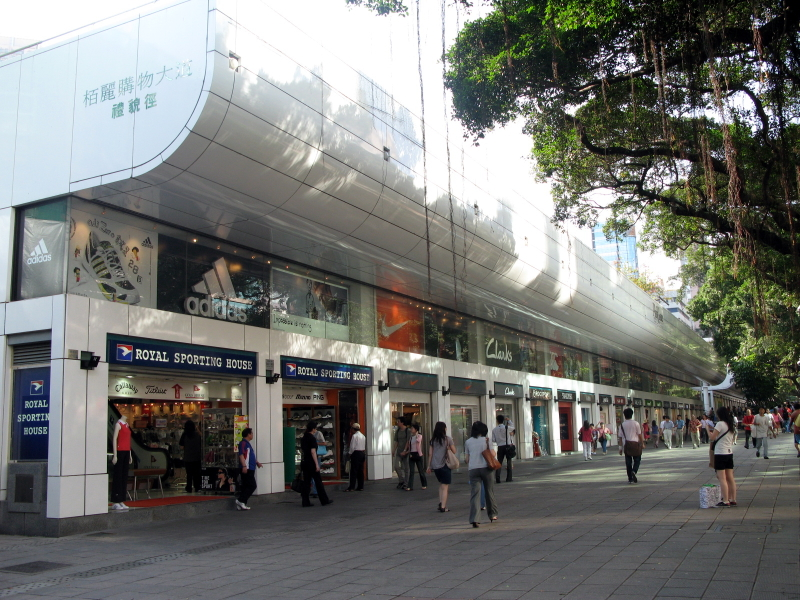
彌敦道近尖沙咀九龍公園的柏麗購物大道
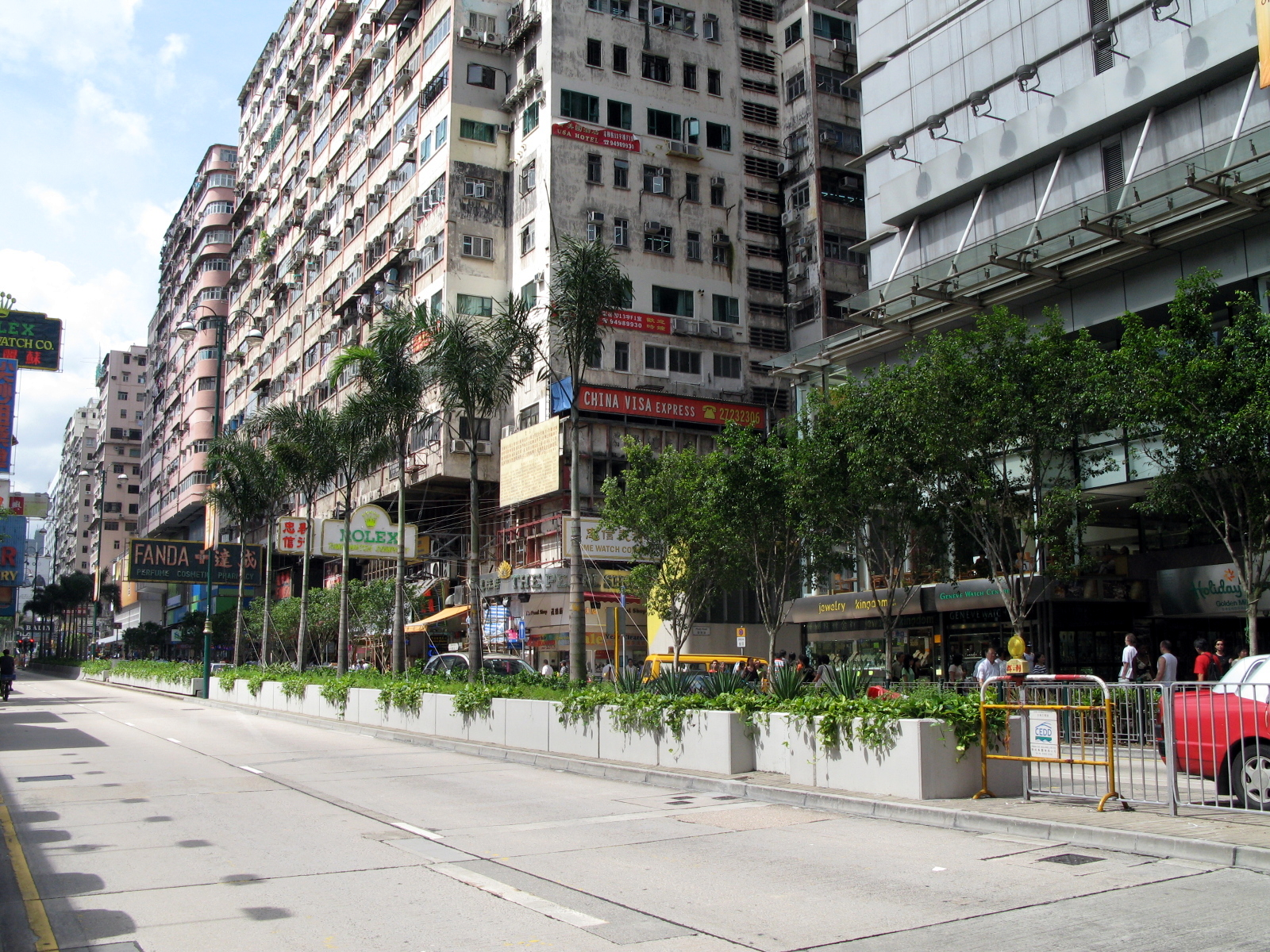
尖沙咀段彌敦道於2007年6月完成綠化工程
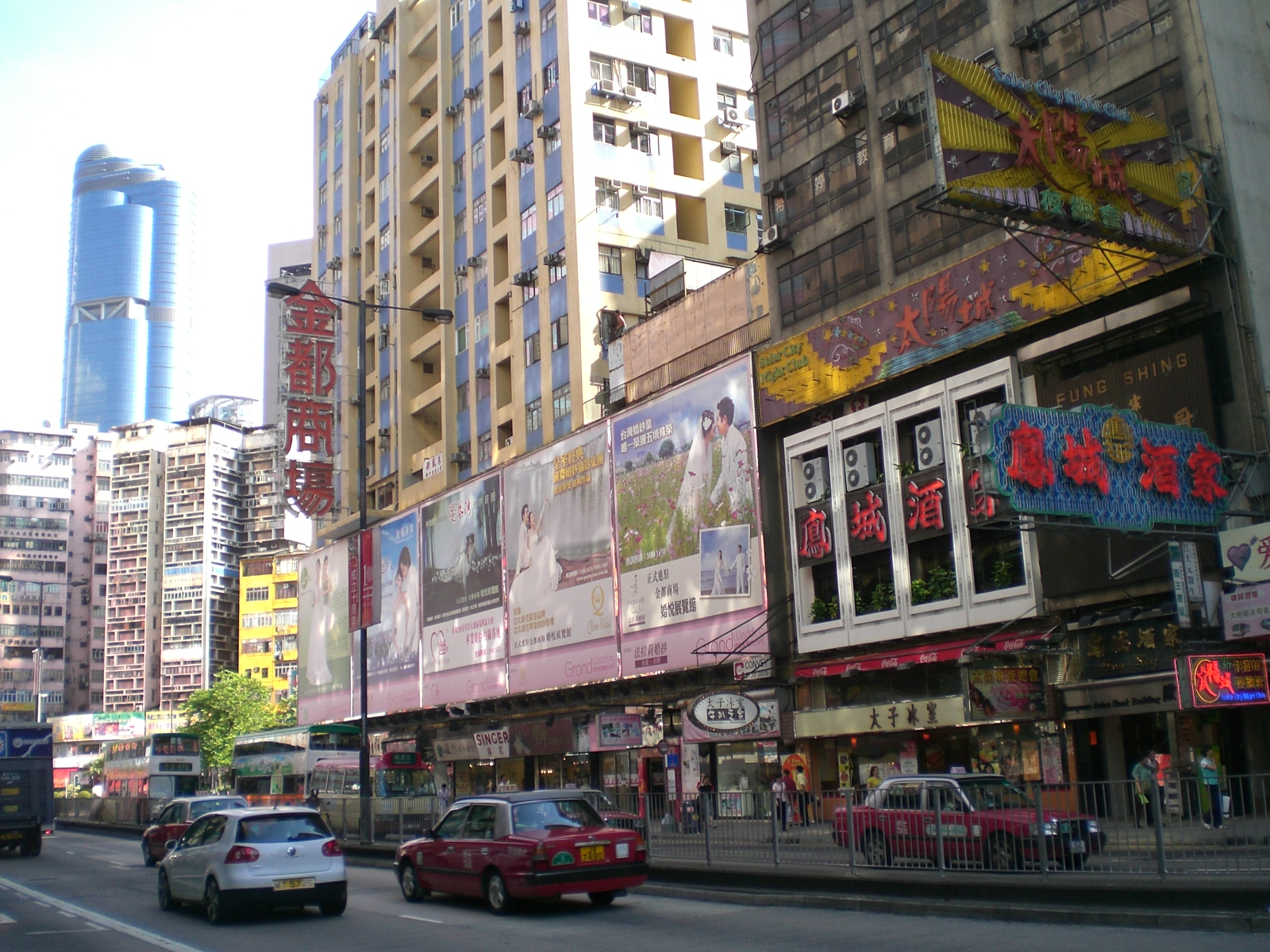
彌敦道近太子道
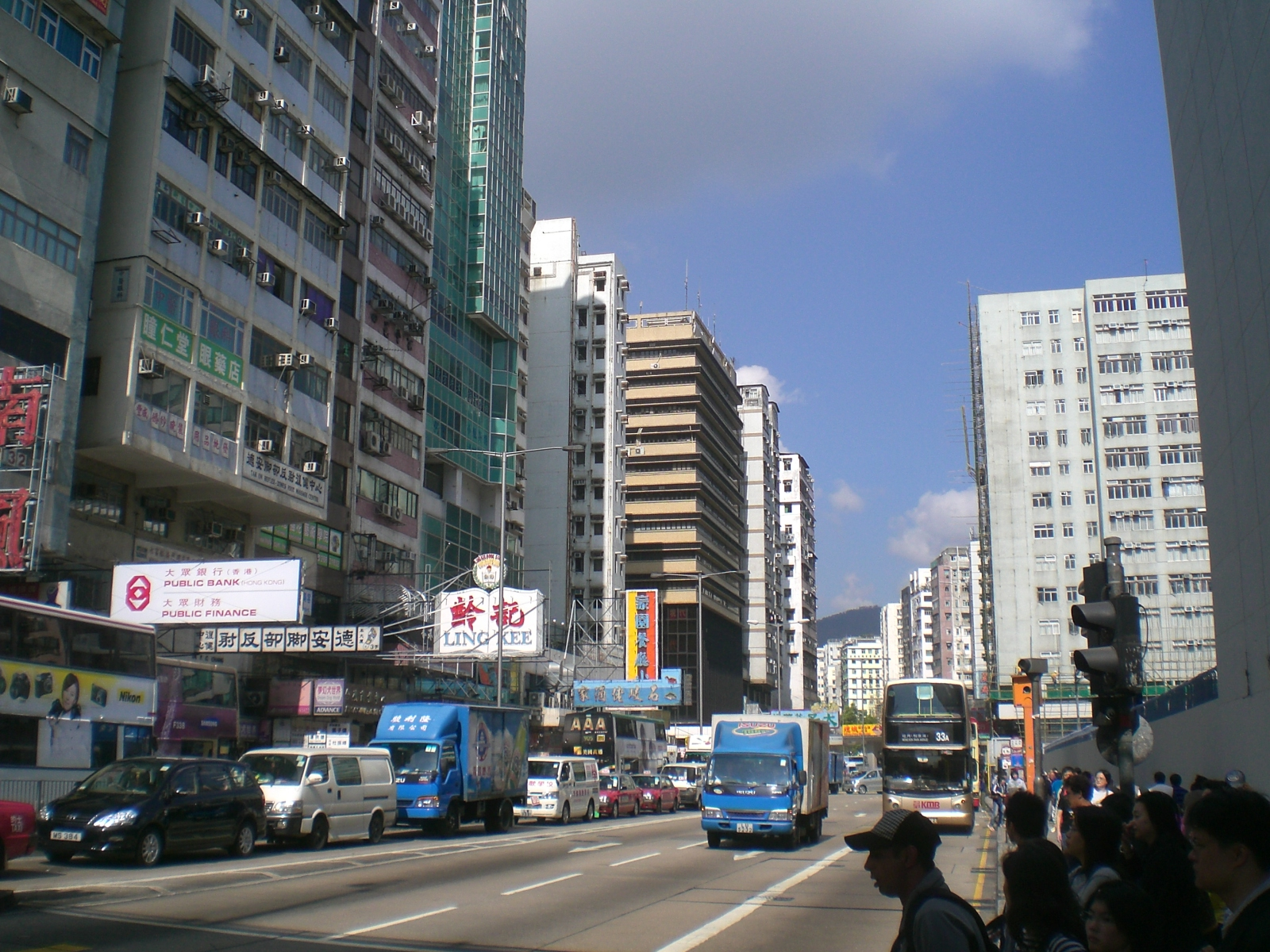
彌敦道太子段，近旺角警署
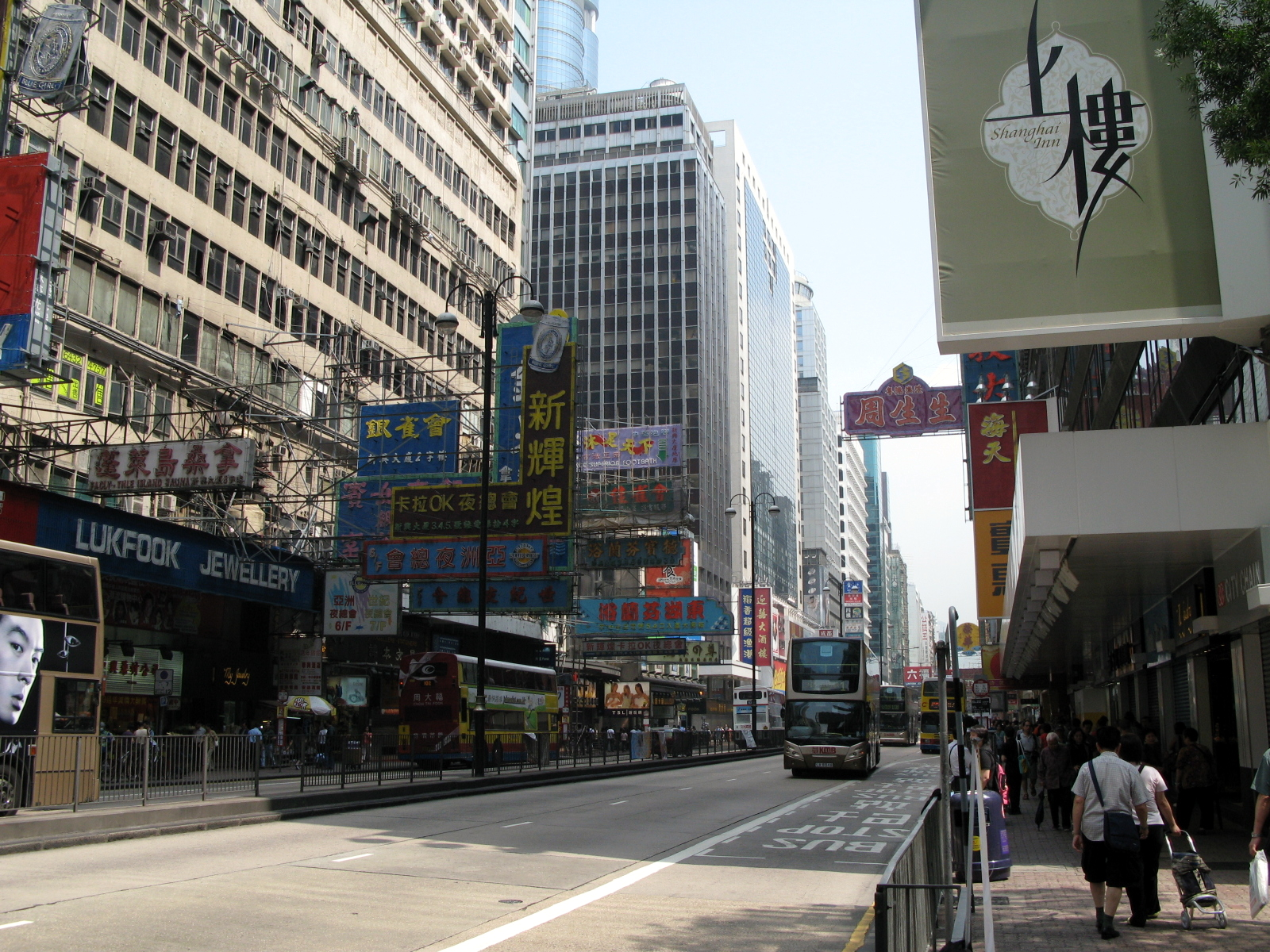
彌敦道旺角段
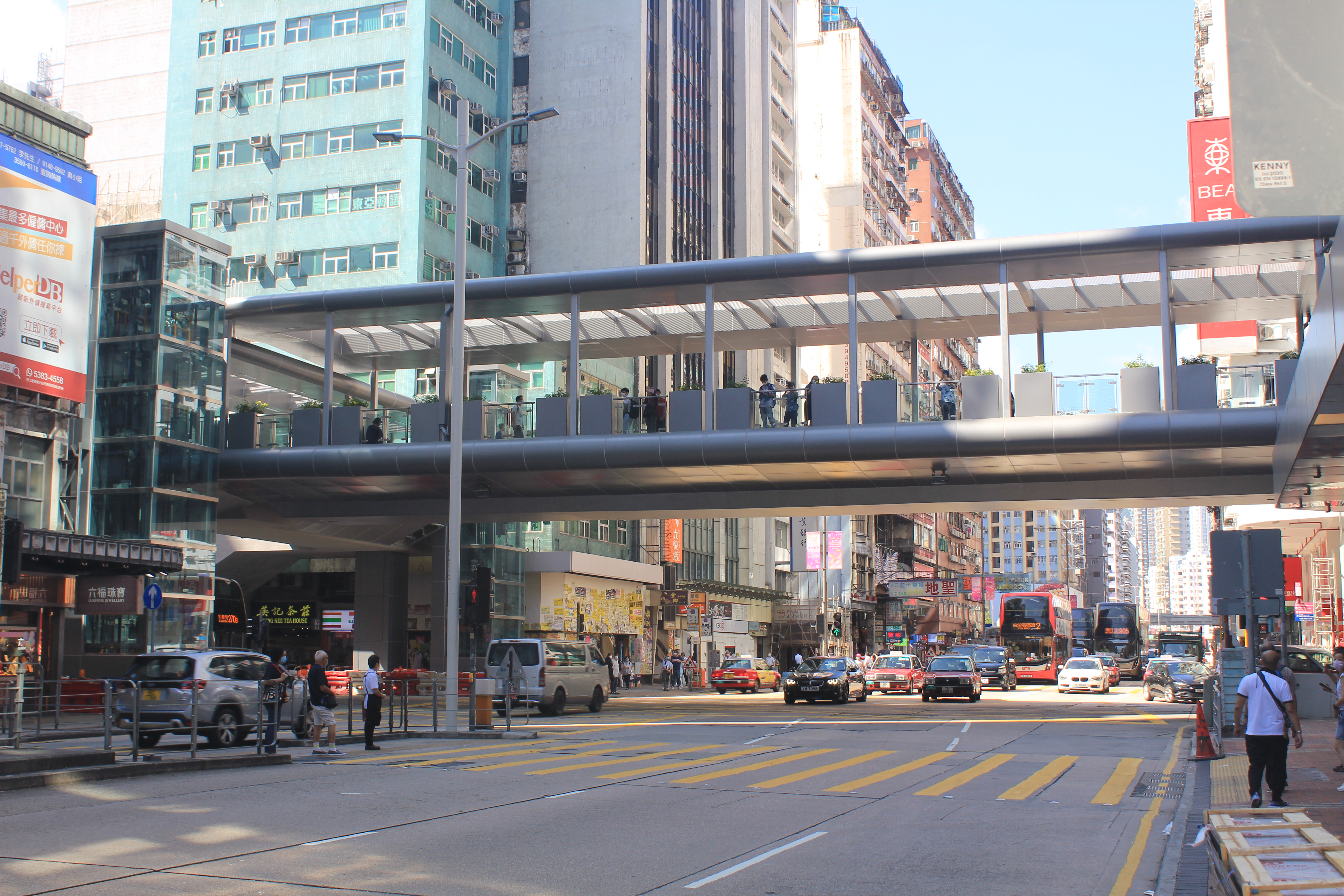
首條跨越彌敦道的行人天橋，屬旺角行人天橋系統的一部份
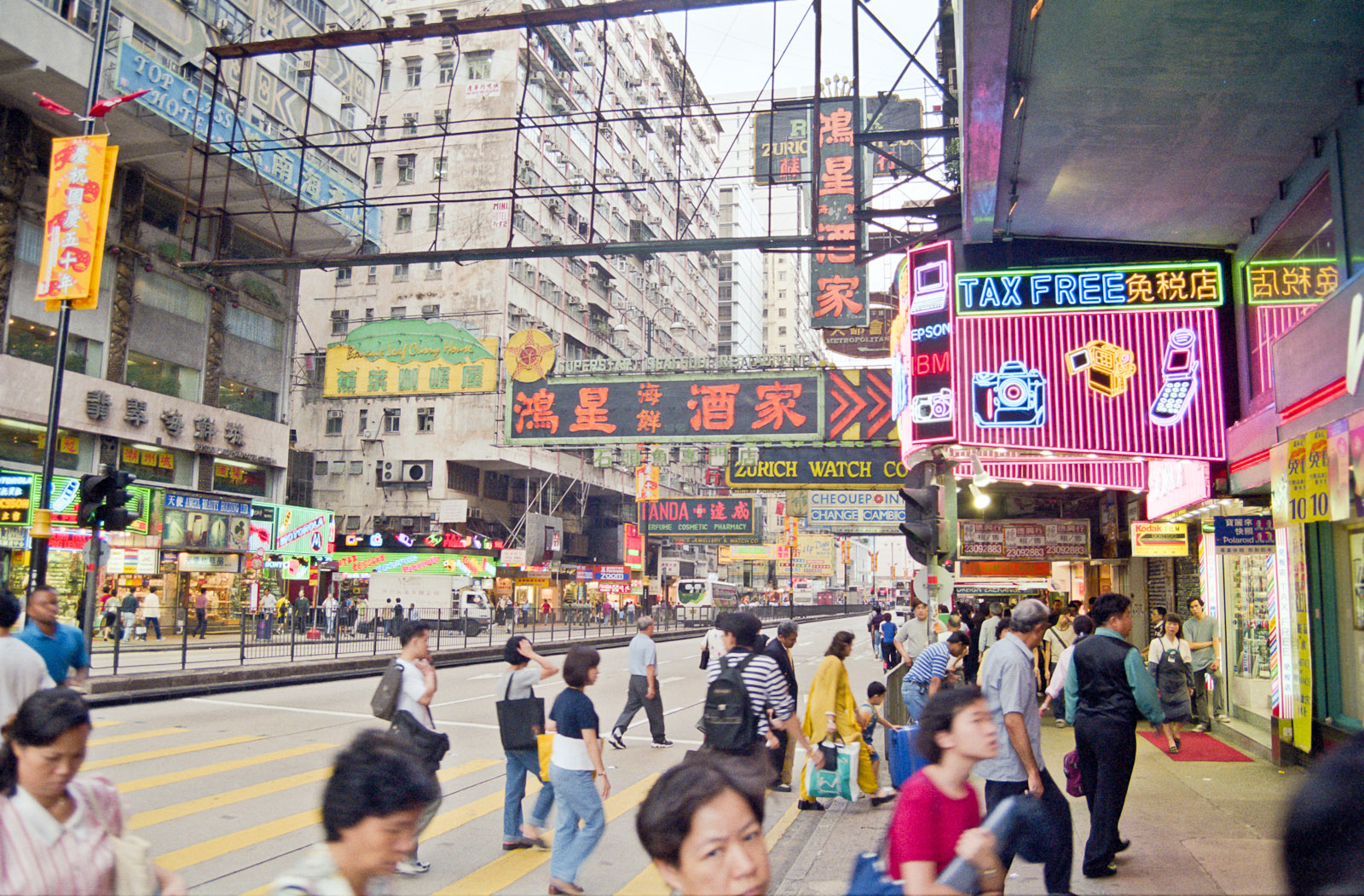
1999年彌敦道沿途的商住大廈，兩旁掛滿霓虹燈招牌
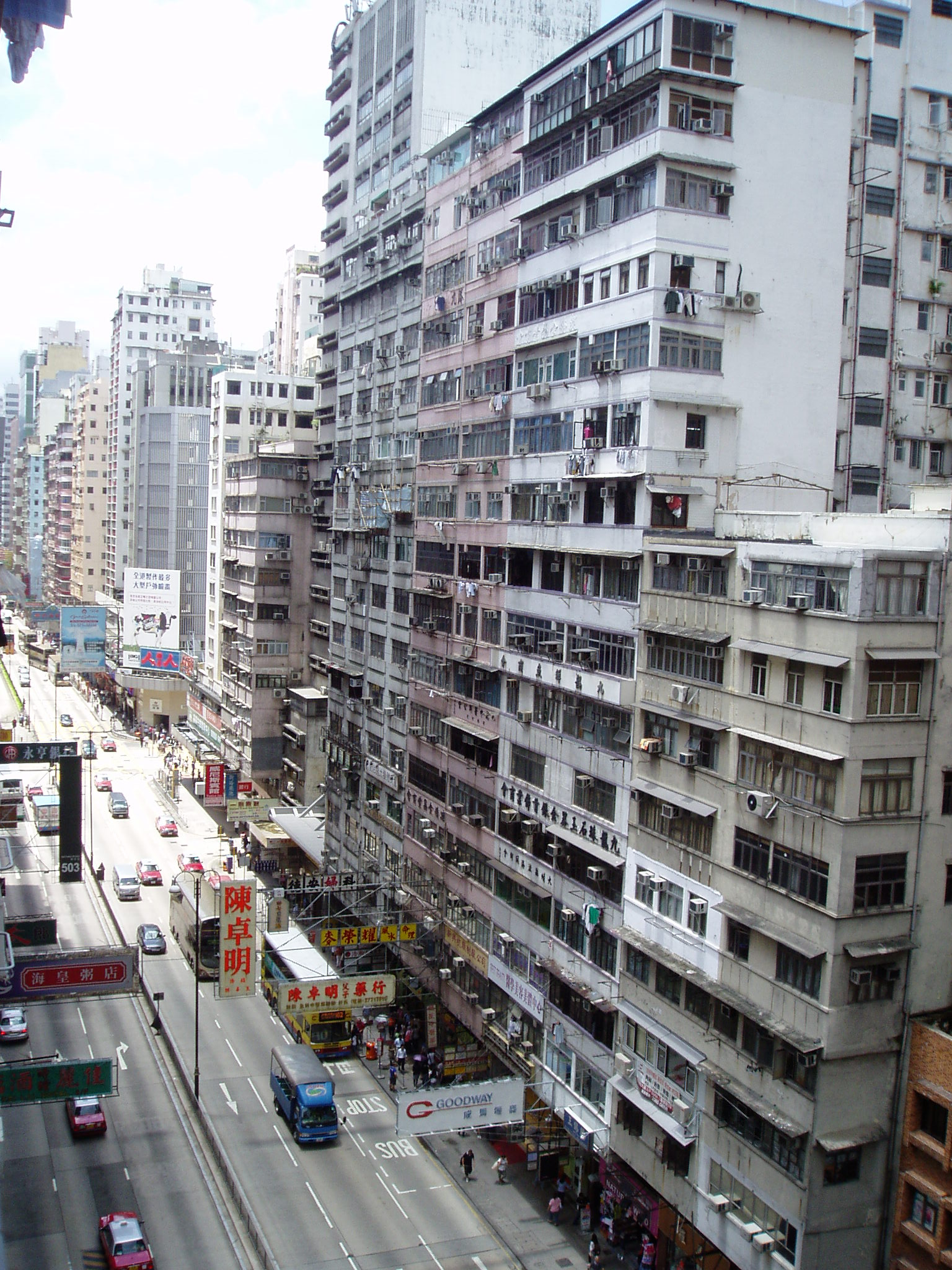
港鐵油麻地站附近的彌敦道
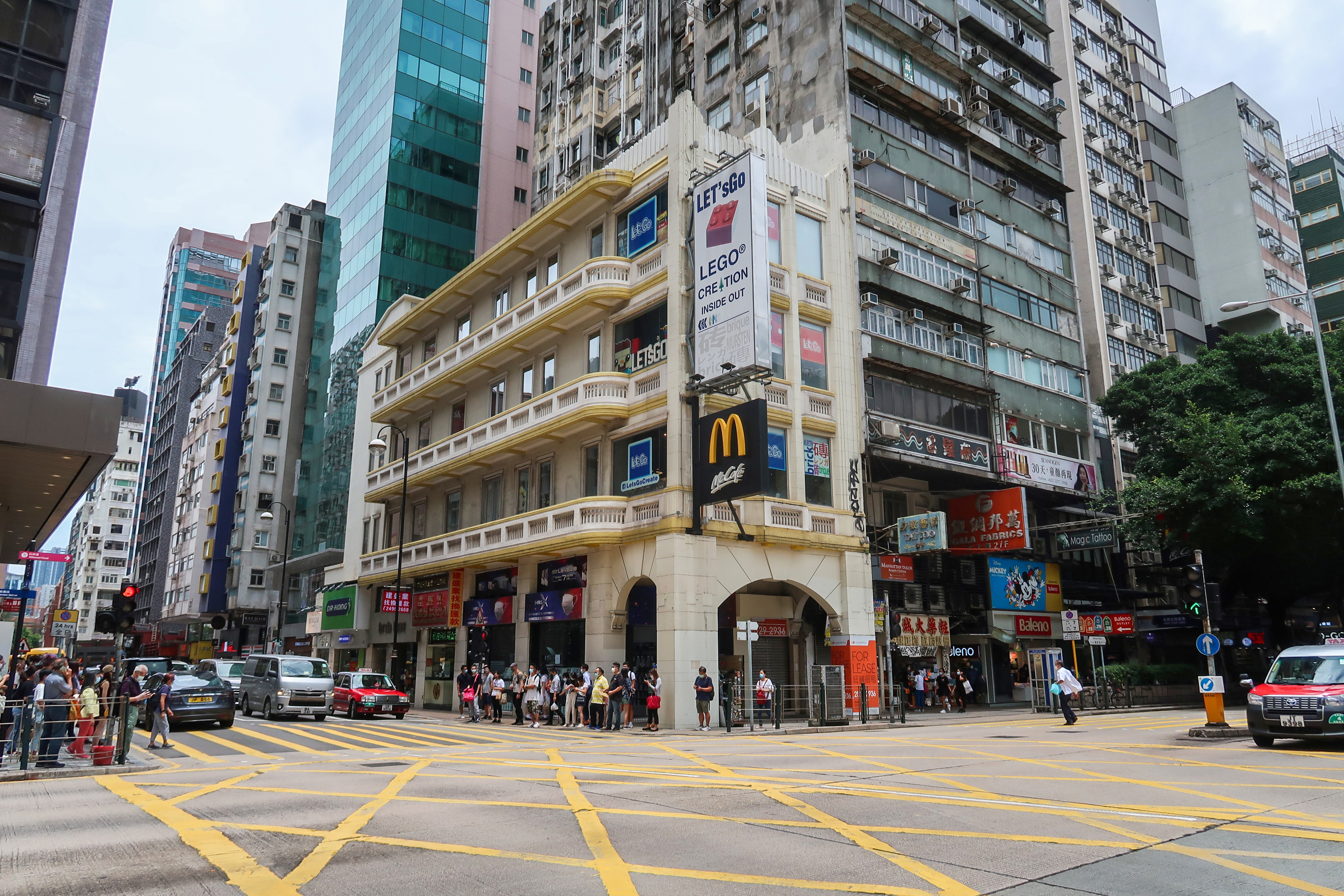
彌敦道190號於2018年評級為三級歷史建築，不過到2021年業主計劃拆卸
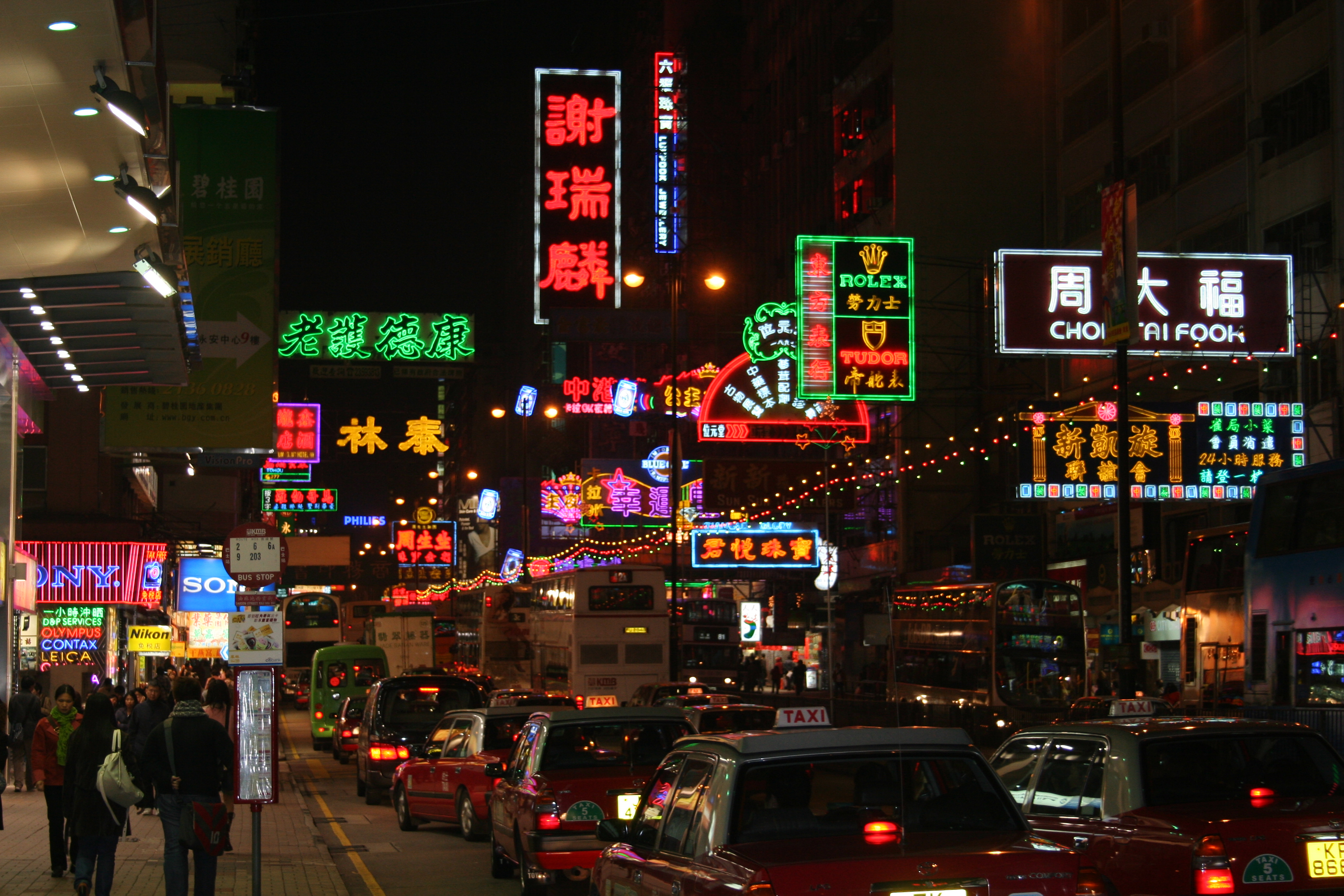
彌敦道夜景

### 街道霓虹燈招牌

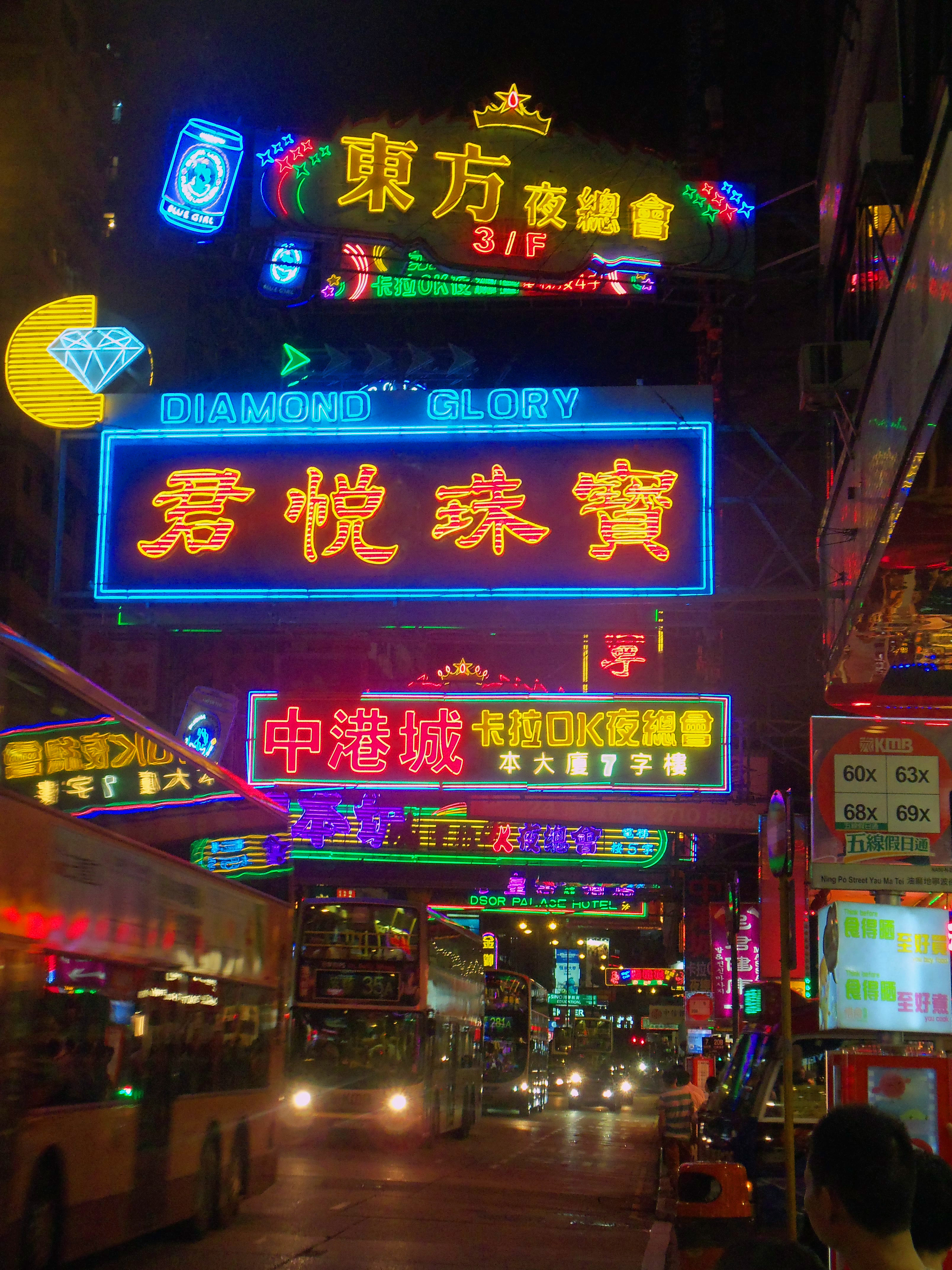
君悅珠寶（已拆卸）
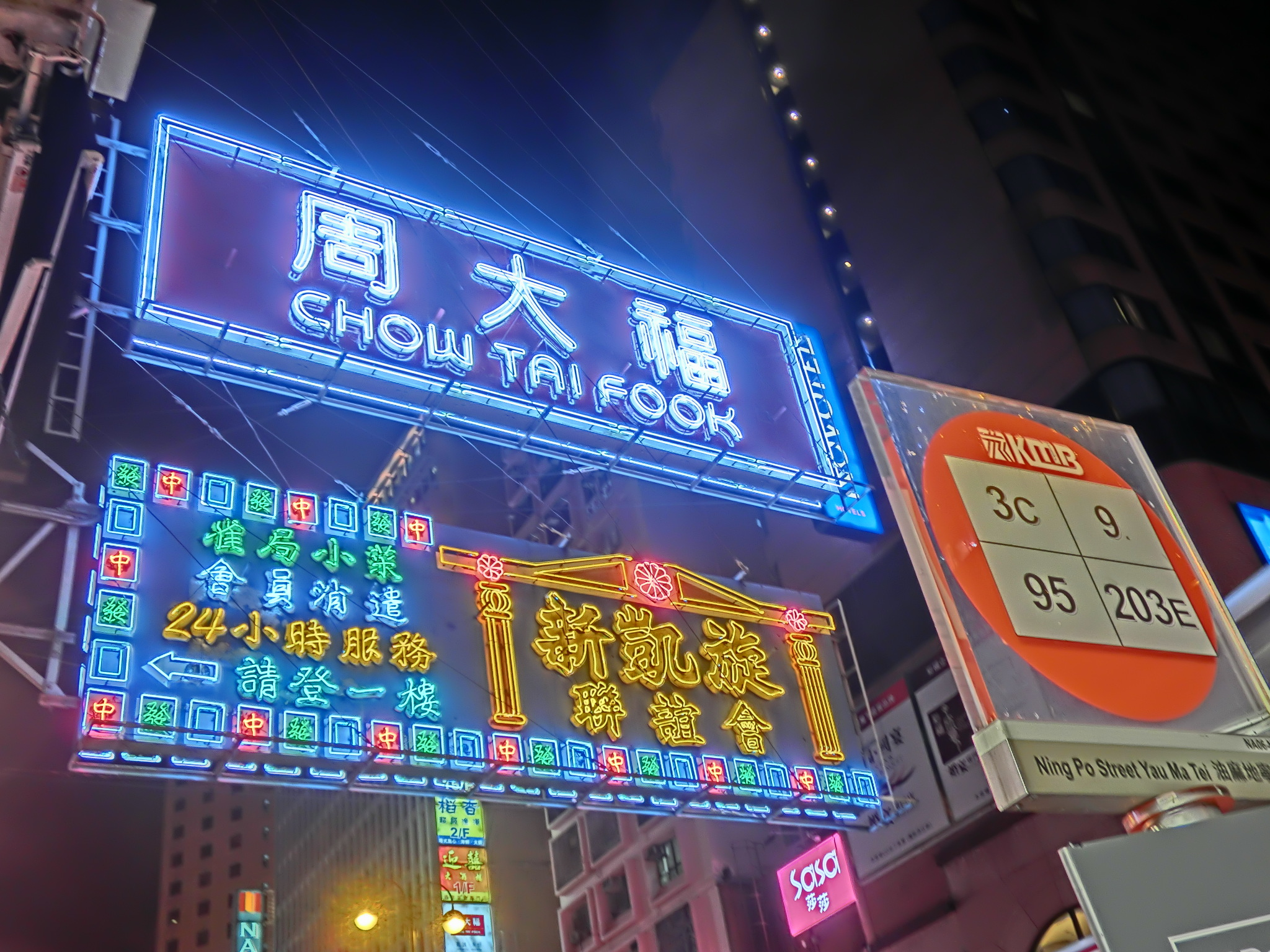
周大福（已拆卸）
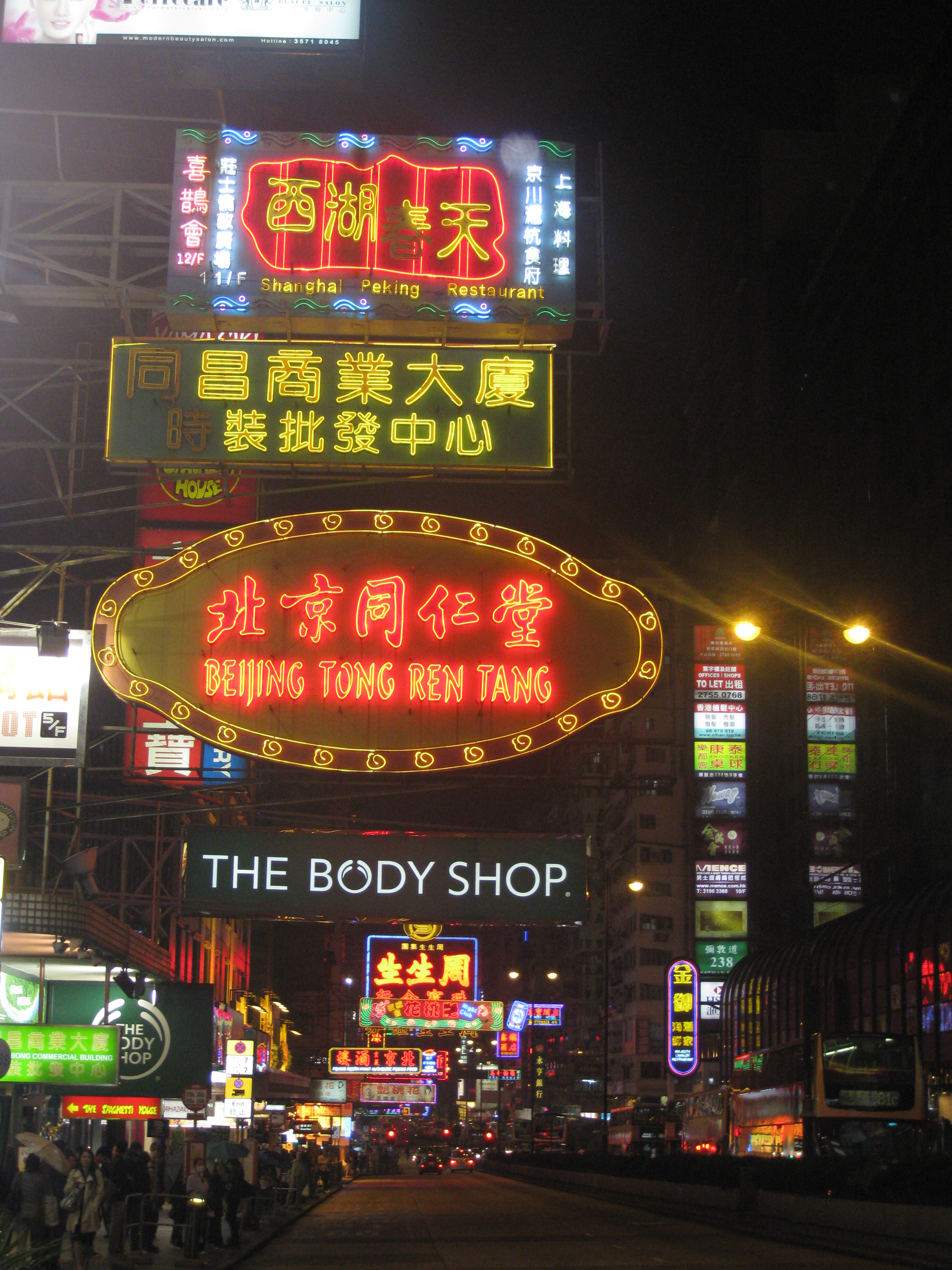
北京同仁堂（已拆卸）
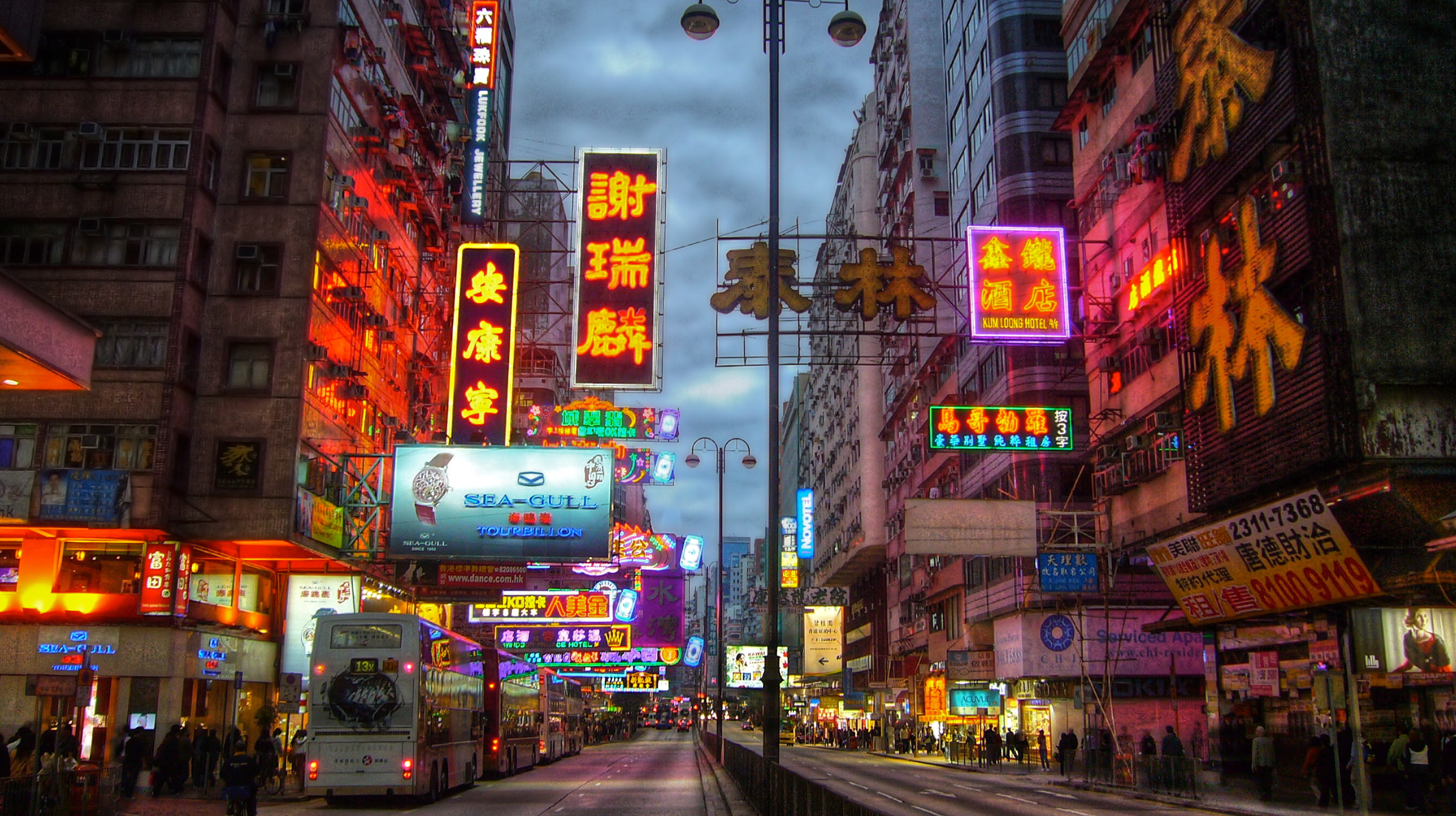
傍晚的彌敦道佐敦段（2009年）

## 外部連結
- 香港電台：彌敦道百年 （页面存档备份，存于）
- Youth.gov.hk - 一起走過的彌敦道

彌敦道
22°18′38.577″N 114°10′15.793″E / 22.31071583°N 114.17105361°E